# Fathi Kamel (cestista)
Fathi Mohamed Kamel Abdulhamid (in arabo فتحى محمد كامل عبدالحمي‎?; 24 ottobre 1952) è un ex cestista egiziano.

## Carriera
Con l'Egitto ha disputato due edizioni dei Giochi olimpici (Monaco 1972 e Montréal 1976).